# Coniopteryx (Xeroconiopteryx) occidentalis
Coniopteryx (Xeroconiopteryx) occidentalis is een insect uit de familie van de dwerggaasvliegen (Coniopterygidae), die tot de orde netvleugeligen (Neuroptera) behoort. 
Coniopteryx (Xeroconiopteryx) occidentalis is voor het eerst wetenschappelijk beschreven door Meinander in 1972.